# Fussballclub Triesenberg
Il Fussballclub Triesenberg, più noto come FC Triesenberg, è una squadra non professionistica di calcio con sede a Triesenberg, in Liechtenstein. È una delle sette squadre ufficiali di calcio del piccolo principato alpino, ed una delle meno blasonate di queste. Partecipa al campionato di calcio svizzero e milita nella Terza Lega, la settima divisione. Oltre al campionato svizzero, la squadra partecipa alla Liechtensteiner Cup, della quale non ha però mai conquistato un titolo.

## Storia
Il club è stato fondato nel 1972; come tutte le altre squadre del paese partecipa, in assenza di un campionato nazionale, alla lega svizzera, nella quale ha esordito sempre nel 1972 in quarta lega (all'epoca la sesta divisione nazionale, oggi la settima). Dopo alterne vicende, nella stagione 1986-1987 il Triesenberg riuscì a guadagnarsi l'accesso alla Terza Lega (all'epoca la quinta divisione nazionale, oggi la sesta) nella quale rimase fino al 1998, anno in cui venne retrocessa. Tre anni dopo, nel 2001, venne nuovamente promossa in Terza Lega, nella quale milita ancora oggi.
L'FC Triesenberg è, insieme con l'FC Ruggell, l'unica squadra del Principato a non aver mai conquistato una coppa del Liechtenstein. Nella stagione 2014-2015 ha raggiunto per la prima volta nella sua storia la finale in questa competizione.

## Palmarès

### Altri piazzamenti
- Coppa del Liechtenstein:

Finalista: 2014-2015, 2023-2024
Semifinalista: 2001-2002, 2003-2004, 2004-2005, 2010-2011, 2011-2012, 2012-2013, 2016-2017